# Sergio Sierra Bernal
Sergio Sierra Bernal (* 1950) ist ein mexikanischer Diplomat.

## Leben
1992 war Sergio Sierra Bernal, erster Botschaftssekretär bei der ständigen Vertretung Mexikos bei den internationalen Organisationen in Genf; Ende 2005 dann Sergio Sierra Bernal im mexikanischen Außenministerium für multilaterale Verträge zuständig.
Er arbeitet in der mexikanischen Botschaft in Berlin im Aufgabengebiet Politik, Menschenrechte und mexikanische Gemeinden.
| Vorgänger              | Amt                                                                                           | Nachfolger           |
| ---------------------- | --------------------------------------------------------------------------------------------- | -------------------- |
| Guillermo Corona Muñoz | Geschäftsträger an der mexikanischen Botschaft in Tel Aviv 28. April 1992 bis 18. August 1992 | Ignacio Ríos Navarro |